# Marvin van Heek
Marvin van Heek (Montpellier, 22 november 1991) is een Nederlandse alpineskiër.

## Carrière
Van Heek maakte zijn wereldbekerdebuut op 3 februari 2012 in Chamonix-Mont-Blanc. Van Heek eindigde op 15 december 2012 op de achtste plaats tijdens de wereldbeker afdaling in Val Gardena, door deze prestatie scoorde hij zijn eerste wereldbekerpunten en wist hij een olympische nominatie te verwerven. Harald de Man was in 1998 in Aspen de laatste Nederlander die wereldbekerpunten scoorde.
In de zomer van 2013 werd Van Heek achtervolgd door rugklachten. Na het revalideren besloot hij in september 2016 voorlopig te stoppen wegens mentale (motivatie) klachten.

## Resultaten

### Wereldkampioenschappen
| Jaar | Plaats            | Resultaten                                 |
| ---- | ----------------- | ------------------------------------------ |
| 2013 | Schladming        | DNF1 Afdaling DNF1 Super G DNF1 Combinatie |
| 2015 | Vail/Beaver Creek | DNS1 Afdaling DNF1 Super G DNS1 Combinatie |

### Wereldbeker

#### Eindklasseringen
| Seizoen   | Algm | Afdaling |
| --------- | ---- | -------- |
| 2012/2013 | 96e  | 39e      |

## Familie
Van Heek is een lid van de textielfamilie Van Heek en is een directe afstammeling van Gerrit Jan van Heek (1837-1915). Hij werd geboren als zoon van de in skiplaats Val Thorens gevestigde horecamanager Hendrik Jan van Heek en de Française Martine Borel.